# 火併
《火并》（英語：Duel for Gold）是1971年楚原执导的香港電影，由凌波、汪萍等領銜主演。该电影主要讲述一群人为了财宝相互利用自相残杀的故事。

## 劇情簡介
一日有两个女子在街道上卖艺，但是实际上，这两个人是一对儿盗贼，来这里卖艺的原因实际上事调查有关于财宝的事情。
与此同时，保管财宝的人得知有人会来夺宝，于是他便决定对此有一些事情，不过没人知道，实际上他也是一个盗贼。并且他还因此击杀了很多对宝藏虎视眈眈的人们。
在这之后，他和这对儿女盗贼以及另外一个盗贼为了财宝而相互利用相互残杀。
最后，这四个人纷纷在争斗中殒命，并且那个之前伪装成保护财宝的盗贼也被官兵们认为其是为了保护财宝而死的英雄。

## 演员
- 凌波
- 汪萍
- 金汉
- 罗烈
- 樊梅生
- 宗华
- 王威
- 张作舟
- 李天鹰
- 李笑丛
- 沙鸥
- 江龙
- 黄公武
- 周小来
- 胡波
- 俞文华
- 齐琳
- 金天柱
- 程宝山
- 西瓜刨
- 刘群
- 陈骏
- 徐二牛
- 小麒麟
- 钱似莺
- 朱由高
- 曾楚霖
- 蓝伟烈
- 李超俊
- 李鹏飞
- 罗汉

## 備註
1. ↑  Ain-ling Wong. . Hong Kong Film Archive. 2003.
2. ↑  《邵氏電影初探》中的介绍
3. ↑  苏涛. . 北京大学出版社. 2014.
4. ↑  .   [2022-02-11]. （原始内容存档于2022-02-11）.

## 相關連結
- 互联网电影数据库（IMDb）上《火併》的资料（英文）
- 豆瓣电影上《火併》的資料 （简体中文）
- 香港影庫上《火并》的資料（繁體中文）